# 16 марта
16 марта — 75-й день года (76-й в високосные годы) по григорианскому календарю.
До конца года остаётся 290 дней.
До 15 октября 1582 года — 16 марта по юлианскому календарю, с 15 октября 1582 года — 16 марта по григорианскому календарю.
В XX и XXI веках соответствует 3 марта по юлианскому календарю.

## Праздники и памятные дни
См. также: Категория:Праздники 16 марта

### Национальные
- Казахстан — День республиканской гвардии.
- Латвия — День памяти легионеров.
- Россия — День службы ОБЭП (ОБХСС), созданной в 1937 году в структуре НКВД.

### Религиозные

#### Католицизм
- Память святого Аббана;
- память святого Хериберта Кёльнского;
- память святого Хосе Габриэля Брочеро.

#### Православие[2][3]
- Память мучеников Евтропия и Клеоника Амасийских, Василиска Команского (ок. 308);
- память преподобной Пиамы Александрийской, девы (337);
- память святых Зинона и Зоила;
- память преподобномученицы Марфы Ковровой и мученика Михаила Строева (1938);
- икона Божией Матери: Волоколамская (1572); «Знамение» Златоустовская (1848).

### Именины
- Католические: Аббан, Хериберт.
- Православные: Василиск, Евтропий, Зинон, Зоил, Клеоник, Марфа, Михаил, Пиама[2][3].

## События
См. также: Категория:События 16 марта

### До XIX века
- 453 — Лю Шао провозглашает себя императором Южной Сун, убив своего отца Вэнь-ди.
- 870 — в Болгарии утверждена православная церковь и иерархия.
- 1190 — погром в Йоркском замке, погибло 150 евреев, большинство из них покончили жизнь самоубийством, чтобы не попасть в руки нападавших крестоносцев.
- 1521 — португальский мореплаватель Фернан Магеллан во время первого кругосветного путешествия достиг берегов Филиппин.
- 1565 — филиппинцы и испанцы побратались в ходе ритуала Сандуго.
- 1660 — Долгий парламент Англии распущен после заседания в течение 20 лет.

### XIX век
- 1801 — потерпел крушение британский линейный корабль «Invincible»; погибло около 400 человек.
- 1802 — актом Конгресса США образована военная академия в Вест-Пойнте.
- 1815 — Вильгельм I провозгласил себя королём Нидерландов, став первым конституционным монархом этой страны.
- 1831 — в Париже выходит роман Виктора Гюго «Собор Парижской Богоматери»[4].
- 1870 — в Нижнем Новгороде на Сормовском заводе была пущена первая мартеновская печь.

### XX век
- 1907 — Первые в мире женщины-парламентарии были избраны в Сейм Великого княжества Финляндского бывшего тогда частью Российской империи.
- 1915 — полиция Петрограда закрыла знаменитый клуб артистов и поэтов «Бродячая собака».
- 1917
  - Компания «Maybelline» выпускает тушь для ресниц, «первую современную косметику для глаз на каждый день» (англ. the first modern eye cosmetic for everyday use).
  - Февральская революция: Отречение Михаила Александровича в пользу Временного правительства. Выпуск акта об отказе Михаила Александровича от восприятия верховной власти.
- 1921
  - Закрытие X съезда РКП(б); начало перехода к НЭПу.
  - Подписан договор о дружбе и братстве между РСФСР и Турцией.
  - РСФСР заключает в Лондоне торговое соглашение с Великобританией.
- 1924 — Италия аннексировала Свободный город Фиуме.
- 1926 — американский конструктор Роберт Годдард провёл успешное испытание первой ракеты на жидком топливе.
- 1927 — Оптико-механический трест впервые в СССР приступил к массовому производству линз для очков.
- 1935 — в нацистской Германии образован вермахт и введена всеобщая воинская повинность, что явилось открытым серьёзным нарушением условий Версальского договора.
- 1936 — с конвейера Горьковского автомобильного завода сошла первая советская легковая автомашина — лимузин марки «М-1».
- 1939 — вследствие германской оккупации Чехословакии образован Протекторат Богемии и Моравии.
- 1944 — латвийские части войск СС (15-я и 19-я дивизии) впервые совместно участвовали в боевых действиях против наступавших советских войск под Ленинградом.
- 1945
  - Королевские ВВС Великобритании за 18 минут на 90 % уничтожили «город ста церквей» Вюрцбург (больше, чем Дрезден). Погибло около 5 тыс. человек.
  - Началась Венская наступательная операция войск 3-го и 2-го Украинских фронтов.
- 1961 — катастрофа Ту-104 в Свердловске. Из-за остановки обоих двигателей самолёт приземлился на замёрзший Нижне-Исетский пруд и врезался в дом отдыха. Погибли 7 человек.
- 1962
  - Посреди Тихого океана исчез американский самолёт Lockheed Super Constellation со 107 людьми на борту (96 военных пассажиров и 11 членов экипажа).
  - Никита Хрущёв объявляет о том, что СССР обладает межконтинентальной ракетой.
- 1963 — извержение вулкана на Бали, не менее 1700 погибших.
- 1968 — в ходе войны во Вьетнаме американские войска уничтожили южновьетнамскую деревню Милаи (Сонгми).
- 1969 — катастрофа DC-9 в Маракайбо. Самолёт при взлёте рухнул на землю. Погибли 155 человек.
- 1976 — на Ямайской международной конференции подписано соглашение о новой мировой валютной системе.
- 1978 — катастрофа Ту-134 в Габаре (Болгария). Погибли 73 человека — крупнейшая авиакатастрофа в Болгарии.
- 1985 — журналист Ассошиэйтед Пресс Терри Андерсон[англ.] взят в заложники в Бейруте террористической организацией Хезболла.
- 1988 — в ходе ирано-иракской войны ВВС Ирака произвели химическую атаку на город Халабджа, жертвами которой стали тысячи курдов.
- 1991 — в Лос-Анджелесе убита 15-летняя чернокожая школьница Латаша Харлинс, мягкий приговор по делу которой, спровоцировал массовые беспорядки годом позднее.
- 1995
  - Армения и Россия подписывают договор о сохранении российских войск в Армении.
  - Миссисипи формально ратифицировала Тринадцатую поправку к Конституции США, став последним штатом, одобрившим отмену рабства. Поправка была ратифицирована необходимым количеством штатов в 1865, и в том же году вступила в силу.

### XXI век
- 2004 — в Архангельске произошёл взрыв жилого дома, в результате которого погибло 58 человек.
- 2005 
  - катастрофа Ан-24 в посёлке Варандей.
  - Израиль передал город Иерихон Палестине после окончательного вывода своих войск в рамках плана одностороннего размежевания.
- 2014 — Россия провела общекрымский референдум, после чего аннексировала полустров.
- 2016 — Metrojet (Когалымавиа) перестал существовать как авиакомпания.
- 2020 — Промышленный индекс Доу Джонса упал на 2997 пунктов (первое самое большое падение в истории, если измерять в пунктах; второе — если в процентах). Кроме того, все три индекса Уолл-стрит обвалились более чем на 12%. Событие затмило Чёрный понедельник 1929 года.
- 2022
  - вследствие вторжения на Украину Россия исключена из Совета Европы.
  - ВС РФ нанесли авиаудар по Мариупольскому театру, в результате которого по различным оценкам погибло от 300 до 600 человек.

## Родились
См. также: Категория:Родившиеся 16 марта

### До XIX века
- 1445 — Иоганн Гейлер фон Кайзерсберг (ум. 1510), швейцарский священник, проповедник и религиозный писатель.
- 1465 — Кунигунда Австрийская (ум. 1520), герцогиня Баварии.
- 1585 — Гербранд Бредеро (ум. 1618), нидерландский поэт и драматург,
- 1590 — Ии Наотака[англ.] (ум. 1659), японский военный феодал.
- 1621 — Георг Ноймарк (ум. 1681), немецкий поэт, композитор, музыкант—гамбист и библиотекарь[5].
- 1665 — Джузеппе Мария Креспи (ум. 1747), итальянский живописец, рисовальщик и гравёр.
- 1670 — Франсуа Куаньи (ум. 1759), французский военачальник, маршал.
- 1740 — Якоб Швепп (ум. 1821), немецкий изобретатель-любитель, предприниматель, часовщик и ювелир, основатель компании Schweppes и одноимённой торговой марки прохладительных напитков.
- 1750 — Каролина Гершель (ум. 1848), англо-германский астроном, младшая сестра и ассистентка известного английского астронома и оптика Уильяма Гершеля.
- 1751 — Джеймс Мэдисон (ум. 1836), 4-й президент США (1809—1817), один из ключевых авторов Конституции США и Билля о правах.
- 1760 — Иоганн Мейер (ум. 1832), швейцарский художник и историк искусства.
- 1771 — Антуан-Жан Гро (ум. 1835), французский художник-академист.
- 1773 — Хуан Рамон Балькарсе (ум. 1836), аргентинский военный и политический деятель, губернатор провинции Буэнос-Айрес, министр иностранных дел Аргентины.
- 1774 — Мэтью Флиндерс (ум. 1814), английский исследователь Австралии.
- 1789 — Георг Симон Ом (ум. 1854), немецкий физик, открывший закон, названный его именем; также в его честь названа единица электрического сопротивления.
- 1792 — Михаил Милонов (ум. 1821), русский поэт.
- 1799 — Анна Аткинс (ум. 1871), английский ботаник и иллюстратор, одна из первых женщин-фотографов.
- 1800 — Нинко (ум. 1846), японский император.

### XIX век
- 1803 — Николай Языков (ум. 1847), русский поэт и славянофил.
- 1820 — Энрико Тамберлик (ум. 1889), итальянский певец, тенор.
- 1822 — Роза Бонёр (ум. 1899), французская художница-анималист.
- 1825 — Камило Кастело Бранко (ум. 1890), португальский прозаик, поэт, драматург и критик.
- 1839
  - Джон Батлер Йейтс (ум. 1922), ирландский живописец-портретист и график.
  - Франсуа Арман Сюлли-Прюдом (ум. 1907), французский поэт, первый лауреат Нобелевской премии по литературе (1901).
- 1840
  - Эйити Сибусава (ум. 1931), японский государственный деятель и предприниматель.
  - Георг фон Габеленц (ум. 1893), немецкий филолог-востоковед, лингвист.
- 1849 — Григорий Прозрителев (ум. 1933), русский учёный-краевед, общественный деятель.
- 1851 — Мартин Бейеринк (ум. 1931), голландский микробиолог и ботаник, один из основоположников экологической микробиологии и вирусологии.
- 1853 — Генрих Кайзер (ум. 1940), немецкий физик, обнаруживший присутствие гелия в земной атмосфере.
- 1855 — Алексей Поливанов (ум. 1920), русский военный деятель, генерал от инфантерии, член Госсовета, участник русско-турецкой войны 1877—1878 гг., главный редактор журнала «Военный сборник» и газеты «Русский инвалид».
- 1856
  - Танкред Огюст (ум. 1913), гаитянский военный и государственный деятель, генерал, президент Гаити (1912—1913).
  - Наполеон Эжен Бонапарт (убит в 1879), британский офицер, наследник французского престола (под именем Наполеон IV).
- 1859 — Александр Попов (ум. 1906), русский физик и электротехник, один из изобретателей радио.
- 1865 
  - Алексей Корин (ум. 1923), русский живописец, художник-передвижник.
  - Пэтси Донован[англ.] (ум. 1953), ирландско-американский бейсбольный менеджер.
- 1868
  - Аспазия (наст. имя Эльза Розенберг; ум. 1943), латышская поэтесса, жена Яниса Райниса.
  - Линь Сэнь (ум. 1943), китайский государственный деятель, председатель национального правительства Китая в 1931–1943 годах.
- 1877 — Павел Бермондт-Авалов (ум. 1973), русский офицер, генерал-майор (1919), деятель белого движения.
- 1883 — Игнатий Крачковский (ум. 1951), русский и советский арабист, академик Российской академии наук (с 1921; с 1925 года — АН СССР). Один из создателей школы советской арабистики.
- 1884 — Александр Беляев (ум. 1942), русский советский писатель-фантаст.
- 1885
  - Джакомо Бенвенути (ум. 1943), итальянский композитор и музыковед.
  - Сидни Чаплин (ум. 1965), англо-американский актёр театра и кино, старший брат Чарли Чаплина.
- 1889
  - Василий Топорков (ум. 1970), актёр театра и кино, театральный режиссёр, народный артист СССР.
  - Реджи Уокер (ум. 1951), южноафриканский легкоатлет, олимпийский чемпион (1908).
- 1890 — Соломон Михоэлс (наст. фамилия Вовси; убит в 1948), советский актёр, режиссёр, общественный деятель, руководитель Государственного еврейского театра.
- 1892
  - Сесар Вальехо (ум. 1938), перуанский поэт, писатель, драматург и журналист.
  - Николай Кондратьев (расстрелян в 1938), русский экономист, основоположник теории экономических циклов, известных как «циклы Кондратьева».
- 1895
  - Владимир Левков (ум. 1954), советский инженер, конструктор первых в мире судов на воздушной подушке.
  - Камиль Лабрус(ум. 1988), французский историк.
- 1896 — Отто Хофман (ум. 1982), высокопоставленный офицер СС времён Третьего рейха, начальник Главного управления СС по вопросам расы и поселения, обергруппенфюрер СС и генерал полиции (21 июня 1943 года), генерал войск СС (1 июля 1944 года).
- 1900
  - Сирил Хьюм (ум. 1966), американский писатель-романист и автор сценариев.
  - Мельпомена Кырничева (ум. 1964), болгарская революционерка-террористка.

### XX век
- 1907 — Аркадий Васильев (ум. 1972), советский писатель, сценарист, отец Дарьи Донцовой.
- 1910 — Аладар Геревич (ум. 1991), венгерский фехтовальщик, 7-кратный олимпийский чемпион, 14-кратный чемпион мира.
- 1911 — Йозеф Менгеле (ум. 1979), немецкий учёный-медик, нацистский врач концлагеря Освенцим.
- 1912 — Пэт Никсон (ум. 1993), первая леди США (1969—1974), супруга 37-го президента Ричарда Никсона.
- 1914 — Аркадий Чернышёв (ум. 1992), советский футболист, хоккеист и хоккейный тренер, один из создателей советской школы хоккея с шайбой.
- 1915 — Кунихико Кодайра (ум. 1997), японский математик, лауреат Филдсовской премии.
- 1918 — Фредерик Райнес (ум. 1998), американский физик, открывший нейтрино, лауреат Нобелевской премии (1995).
- 1920
  - Джон Аддисон[англ.] (ум. 1998), англо-американский композитор.
  - Тонино Гуэрра (ум. 2012), итальянский поэт, писатель и киносценарист, соавтор Федерико Феллини.
  - Лео Маккерн (ум. 2002), австрало-британский актёр театра, кино и телевидения.
  - Сид Флейшман (ум. 2010), американский писатель, сценарист и драматург.
  - Траудль Юнге (ум. 2002), один из личных секретарей Адольфа Гитлера.
- 1925
  - Корнелл Борхерс (ум. 2014), немецкая актриса литовского происхождения.
  - Луис Мирамонтес (ум. 2004), мексиканский химик.
- 1927 — Владимир Комаров (погиб в 1967), советский космонавт-испытатель, дважды Герой Советского Союза.
- 1928 — Игорь Коропачинский (ум. 2021), советский и российский учёный-дендролог, академик РАН.
- 1930 — Томми Флэнаган[англ.] (ум. 2001), американский джазовый пианист и композитор.
- 1932 — Кингсфорд Дибела (ум. 2002), государственный деятель Папуа — Новой Гвинеи, Генерал-губернатор Папуа — Новой Гвинеи (1983—1989), спикер национального парламента (1977—1980).
- 1934
  - Роджер Норрингтон (ум. 2025), британский дирижёр, видный представитель аутентичного исполнительства.
  - Георгий Саркисьянц (ум. 2011), советский и российский спортивный журналист, телекомментатор.
- 1935 — Сергей Юрский (ум. 2019), актёр и режиссёр театра и кино, сценарист, народный артист РСФСР.
- 1936 — Реймонд Ваган Дамадьян (ум. 2022), американский врач и физик армянского происхождения, изобретатель магнитно-резонансной томографии (МРТ).
- 1937 — Амос Тверски (ум. 1996), израильский психолог, пионер когнитивной науки.
- 1940
  - Аида Зябликова, советский и российский режиссёр-мультипликатор, Заслуженный работник культуры Российской Федерации (2014).
  - Вагиф Мустафа-заде (ум. 1979), азербайджанский музыкант и композитор, джазмен, один из великих джазовых пианистов XX века.
- 1940 — Ян Пронк, нидерландский политик, экономист и преподаватель.
- 1941 — Бернардо Бертолуччи (ум. 2018), итальянский кинорежиссёр, драматург и поэт.
- 1943 — Ольга Гобзева, советская и российская актриса театра и кино, с 1992 г. — монахиня.
- 1944 — Эндрю Таненбаум, американский учёный-программист, профессор, автор Minix.
- 1950
  - Кейт Неллиган, канадская актриса.
  - Эдхем Шливо, югославский боснийский футболист.
- 1953
  - Ричард Столлмэн, американский программист, идеолог GNU, автор концепции «копилефта»
  - Изабель Юппер, французская актриса, обладательница премий «Сезар», «Золотой глобус», BAFTA и др.
- 1954
  - Владимир Усов (погиб 1991), один из трёх погибших защитников Белого дома во время августовского путча 1991 года. Герой Советского Союза (1991, посмертно).
  - Нэнси Уилсон, американская певица, гитаристка и продюсер, участница рок-группы Heart.
- 1955
  - Светлана Алексеева, советская фигуристка, Заслуженный тренер России.
  - Бруну Баррету, бразильский кинорежиссёр.
  - Линда Лепомме[англ.], бельгийская актриса и певица.
  - Энди Скотт (ум. 2013), канадский политик.
  - Дзиро Ватанабэ, японский боксёр.
- 1958 — Игорь Захаркин, старший тренер сборной России по хоккею (2006—2011), заслуженный тренер России.
- 1959 — Йенс Столтенберг, норвежский политик и государственный деятель, генеральный секретарь НАТО (2014—2024).
- 1960
  - Владимир Лопатин, советский и российский государственный и политический деятель.
  - 1960 — Дуэйн Саттер, канадский хоккеист.
- 1962 — Алексей Митрофанов, беглый российский политик, бывший депутат Госдумы РФ.
- 1964
  - Эйч Пи Бакстер (наст. имя Ханс Петер Гердес), солист и фронтмен немецкой группы Scooter.
  - Гор Вербински, американский кинорежиссёр и сценарист.
- 1965
  - Сергей Базаревич, советский и российский баскетболист и тренер.
  - Синди Браун, американская баскетболистка.
  - Марк Карни, канадский и британский банкир, экономист и политик, премьер-министр Канады.
  - Кристиана Реали, французская актриса.
- 1967 — Богдан Титомир, советский и российский рэп-исполнитель, певец, композитор, танцор, диджей, продюсер.
- 1970 — Лусиано Кастро, аргентинский актёр.
- 1971 — Евгений Куйвашев, российский государственный деятель, Губернатор Свердловской области (с 2012).
- 1974 — Екатерина Волкова, актриса театра и кино, певица, автор песен, модель.
- 1975
  - Илья Воробьёв, российский и немецкий хоккеист, ныне тренер.
  - Сиенна Гиллори, английская актриса.
- 1976 — Чжу Чэнь, китайская шахматистка, 9-я чемпионка мира.
- 1980 — Фелипе Рейес, испанский баскетболист.
- 1985 — Алексей Сокирский, украинский и российский метатель молота.
- 1986
  - Александра Даддарио, американская актриса.
  - Дайсукэ Такахаси, японский фигурист (одиночное катание), чемпион мира (2010), призёр Олимпийских игр.
- 1989 — Блэйк Гриффин, американский баскетболист, участник НБА.
- 1993
  - DAVA (наст. имя Давид Манукян), российский хип-хоп и рэп-исполнитель, видеоблогер, телеведущий.
  - Джеффри Хогланд, нидерландский велогонщик, олимпийский чемпион (2020), многократный чемпион мира.
- 1997 — Шамар Николсон, ямайский футболист.
- 2000 — Джейлен Смит, американский баскетболист.

## Скончались
См. также: Категория:Умершие 16 марта

### До XIX века
- 37 — Тиберий Клавдий Нерон (р. 42 до н. э.), римский император (14—37).
- 453 — убит Вэнь-ди (р. 407), 3-й император южнокитайской империи Сун (424—453).
- 455 — Валентиниан III (р. 419), император Западной Римской империи (425—455).
- 1185 — Балдуин IV (р. 1161), король Иерусалима (1174—1185).
- 1485 — Анна Невилл (р. 1456), королева Англии (с 1483), супруга короля Ричарда III.
- 1664 — Иван Выговский (р. 1608), казацкий военный деятель, гетман Войска Запорожского (1657—1659).
- 1736 — Джованни Баттиста Перголези (р. 1710), итальянский композитор, скрипач и органист.

### XIX век
- Александра Павловна 1801 — Александра Павловна (р. 1783), великая княжна, дочь российского императора Павла I.
- 1804
  - Франческо Альбергати (р. 1728), итальянский поэт и актёр, маркиз.
  - Хенрик Габриель Портан (р. 1739), финский историк, филолог, просветитель.
- 1843 — Антон Рейнгард Фальк (р. 1777), нидерландский политический деятель.
- 1858
  - Джеймс Белл (р. 1797), британский военный разведчик, участник Кавказской войны, агент Британской империи в Черкесии.
  - Осип Сенковский (прозв. Барон Брамбеус; р. 1800), российский востоковед, писатель, редактор, коллекционер.
- 1880 — Иоганн Якоб Вебер (р. 1803), немецкий издатель.
- 1889 — Эрнст Вильгельм Леберехт Темпель (р. 1821), немецкий астроном и художник-график.
- 1898 — Обри Бердслей (р. 1872), английский художник и поэт.

### XX век
- 1914 — Шарль Альбер Гоба (р. 1843), швейцарский писатель, глава Международного бюро мира (1905—1914), лауреат Нобелевской премии мира (1902).
- 1919 — Яков Свердлов (р. 1885), советский партийный и государственный деятель.
- 1923 — Александр Лодыгин (р. 1847), русский электротехник, создатель лампы накаливания.
- 1925 — Август Вассерман (р. 1866), немецкий микробиолог и иммунолог.
- 1935
  - Джон Маклеод (р. 1876), шотландский врач, физиолог, лауреат Нобелевской премии (1923).
  - Арон Нимцович (р. 1886), российский и датский шахматист, теоретик шахмат.
- 1940 — Сельма Лагерлёф (р. 1858), шведская писательница, первая женщина, получившая Нобелевскую премию по литературе (1909).
- 1942 — Яков Перельман (р. 1882), российский и советский учёный, популяризатор науки.
- 1955 — покончил с собой Никола де Сталь (р. 1914), французский художник российского происхождения.
- 1957 — Константин Бранкузи (р. 1876), французский скульптор-сюрреалист румынского происхождения.
- 1970 — Артюр Адамов (при рожд. Артур Адамян; р. 1908), французский писатель-прозаик и драматург.
- 1975 — Ти-Боун Уокер (наст. имя Аарон Тибо Уокер; р. 1910), американский блюзовый певец и гитарист.
- 1979 — Жан Монне (р. 1888), французский государственный деятель, инициатор европейской интеграции.
- 1992 — Пётр Щербаков (р. 1929), актёр театра и кино, народный артист РСФСР.
- 1998 — Дерек Бартон (р. 1918), английский химик, лауреат Нобелевской премии (1969).
- 2000 — Павел Прудников (р. 1911), советский и белорусский поэт и писатель-прозаик.

### XXI век
- 2003 — Павел Аедоницкий (р. 1922), советский и российский композитор, народный артист РСФСР.
- 2006 — Анре Нгуен Ван Нам (вьет. Anrê Nguyễn Văn Nam) (р. 1922), вьетнамский католический епископ.
- 2007 — Андрей Соколов (р. 1931), советский и российский художник-фантаст, архитектор, народный художник РСФСР.
- 2008 — Лавр (в миру Василий Шкурла; р. 1928), митрополит Восточно-Американский и Нью-Йоркский (2001—2008), Первоиерарх Русской Зарубежной Церкви, воссоединивший её с Московским Патриархатом.
- 2009 — Виктор Уральский (р. 1925), советский и российский актёр театра и кино.
- 2012 — Такааки Ёсимото (р. 1924), японский критик, поэт, публицист и философ.
- 2014
  - Александр Починок (р. 1958), российский экономист, государственный деятель.
  - Виктор Славкин (р. 1935), советский и российский драматург и сценарист.
- 2016 — Александр Есенин-Вольпин (р. 1924), советский и американский математик и правозащитник, сын поэта С. А. Есенина.
- 2017 — Константин Ступин (р. 1972), советский и российский рок-музыкант, вокалист рок-группы «Ночная трость», внук Героя Советского Союза И. С. Ступина
- 2018 — Александр Павловский (р. 1947), советский и украинский кинорежиссёр и сценарист.
- 2019 — Юлия Началова (р. 1981), российская певица, актриса, телеведущая.
- 2020 — Константин Рябинов (р. 1964), советский и российский рок-музыкант, сооснователь группы «Гражданская оборона».

## Народный календарь, приметы и фольклор Руси
Василиск. Евтропий
- Василиск Евтропий — снег топит.
- Крестьяне обходили крест-накрест поле, обозначая тем, что солнцу недосуг отдыхать, надобно, мол, вести влагу, снежицей поле поить[6].
- Медведь просыпается и вылезает из берлоги[7].